# 疏花杜茎山
疏花杜茎山（学名：Maesa laxiflora）为紫金牛科杜茎山属下的一个种。

## 扩展阅读
- 維基物種上的相關：疏花杜茎山